# Huitán
Huitán est une ville du Guatemala dans le département de Quetzaltenango.